# Lincoln Park (Washington)
Ã
Lincoln Park is een park in de Amerikaanse hoofdstad Washington. Het park ligt precies een mijl ten oosten van het Capitool. Lincoln Park vormt het kruispunt van North Carolina Avenue en Massachusetts Avenue en staat ook wel bekend als het Lincoln Square. Het park wordt beheerd door de National Park Service.
In het park staan twee belangrijke monumenten. Het oudste is het Emancipation Memorial, het eerste van verscheidene gedenktekens in Washington ter ere van Abraham Lincoln. Later werd het Mary McLeod Bethune Memorial geplaatst.
Het park is ontworpen door Pierre Charles L'Enfant als onderdeel van zijn plan voor Washington. Lincoln Park moest het punt worden van waaruit alle afstanden in Noord-Amerika zouden worden gemeten.

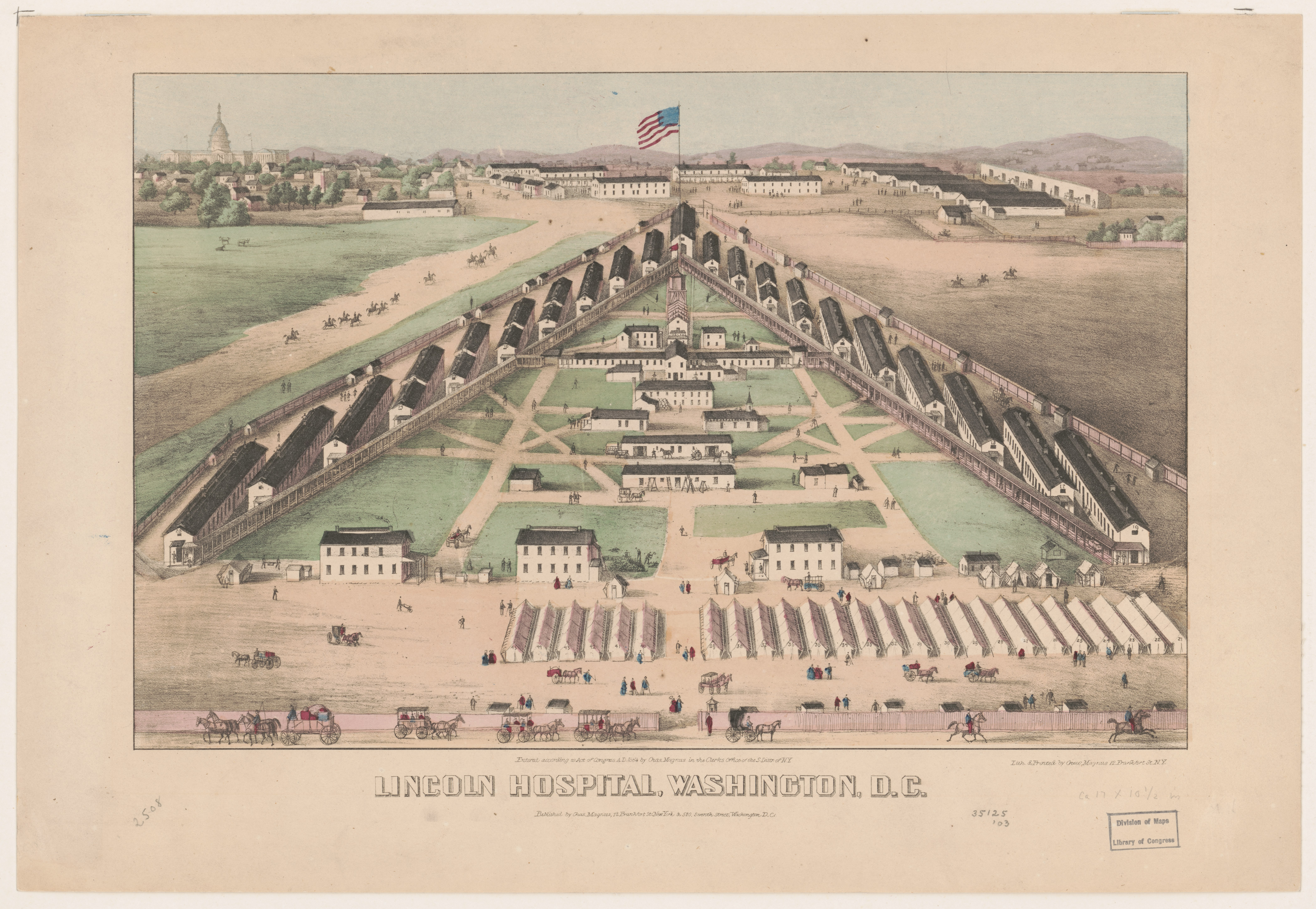
Het Lincolnziekenhuis

Lincoln Park werd oorspronkelijk gebruikt als stortplaats, en vervolgens als de locatie van het Lincolnziekenhuis tijdens de Amerikaanse Burgeroorlog. Walt Whitman bezocht regelmatig patiënten in het ziekenhuis.